# ریکاردو کالکاگنی
ریکاردو کالکاگنی (انگلیسی: Riccardo Calcagni؛ زادهٔ ۲۷ ژوئن ۱۹۹۴) بازیکن فوتبال است.